# Martha Wayles Skelton Jefferson
Martha Wayles Skelton Jefferson (19 ottobre 1748 – 6 settembre 1782) fu la moglie del presidente degli Stati Uniti d'America Thomas Jefferson.
Morì prima che il marito diventasse il terzo presidente degli Stati Uniti d'America (1801-1809). Su sua richiesta Jefferson non si risposò mai. La funzione di first lady fu quindi svolta dalla figlia Martha Jefferson Randolph.

## Biografia
Nata nella contea di Charles City i suoi genitori erano John Wayles (1715 - 1773) nativo di Lancaster città dell'Inghilterra che emigrò negli USA all'età di 19 anni e la sua prima moglie Martha Eppes (1712 - 1748), figlia di Francis Eppes. All'età di 18 anni sposò il suo primo marito Bathurst Skelton (1744-1768) da cui ebbe un figlio, John Wayles Skelton (1767-1771). Dopo la morte del primo marito conobbe Thomas Jefferson e la donna celebrò un secondo matrimonio con lui.
Morì nel 1782, 19 anni prima che il Jefferson diventasse presidente.

### Discendenza
La coppia ebbe sei figli:
- Martha Jefferson Randolph (1772-1836)
- Jane Randolph (1774-1775)
- Mary Jefferson Eppes (1778-1804) soprannominata Polly
- Lucy Elizabeth (1780-1781)
- Lucy Elizabeth (1782-1785)

Oltre a loro ebbero un figlio, morto nel 1777, a cui non venne mai dato un nome.